# Liste deutscher Bezeichnungen marshallischer Orte
Die Liste deutscher Bezeichnungen marshallischer geographischer Objekte nennt die während der Zeit des deutschen Schutzgebietes geführten Bezeichnungen zu den Marshallinseln, die oft noch bis in jüngere Vergangenheit in Karten und Büchern Verwendung fanden, und stellt ihre heutigen Namen gegenüber.

## B
- Boston-Inseln Ebon-Atoll
- Browninseln Lae-Atoll

## C
- Calvertinseln Aur-Atoll

## D
- Dawsoninseln Bikar-Atoll

## E
- Eschholtzinseln Bikini-Atoll

## G
- Graf Heyden-Inseln Likiep-Atoll

## H
- Höhe-Insel Taklep Island

## K
- Klein-Namo oder Baringinseln Namorik-Atoll
- Kutusowinseln Utrik-Atoll
- Krusensterninseln Ailuk-Atoll
- Katharineinseln Ujae-Atoll

## L
- Lambertinseln Ailinglaplap-Atoll

## M
- Mulgraveinseln Mili-Atoll
- Mentschikowinseln Kwajalein

## N
- Neujahrsinseln Mejit

## P
- Petrel-Insel Bokak-Atoll
- Pescadores-Inseln oder Klein Rong-Inseln Rongdrik-Atoll

## R
- Rumanzoffinseln Wotje-Atoll

## S
- Suworow-Inseln Toke-Atoll
- Smyth-Inseln Taongi- (Bokak)-Atoll
- Schanzinseln Wotho-Atoll

## V
- Vogel-Insel Bird Island

## Z
- Ziegeninsel Goat Island